# Stefania Wojtulanis-Karpińska
Stefania Cecylia Wojtulanis-Karpińska, ps. „Barbara” (ur. 22 listopada 1912 w Warszawie, zm. 12 lutego 2005 w Los Angeles) – kapitan pilot Polskich Sił Powietrznych, pilot sportowy.

## Życiorys

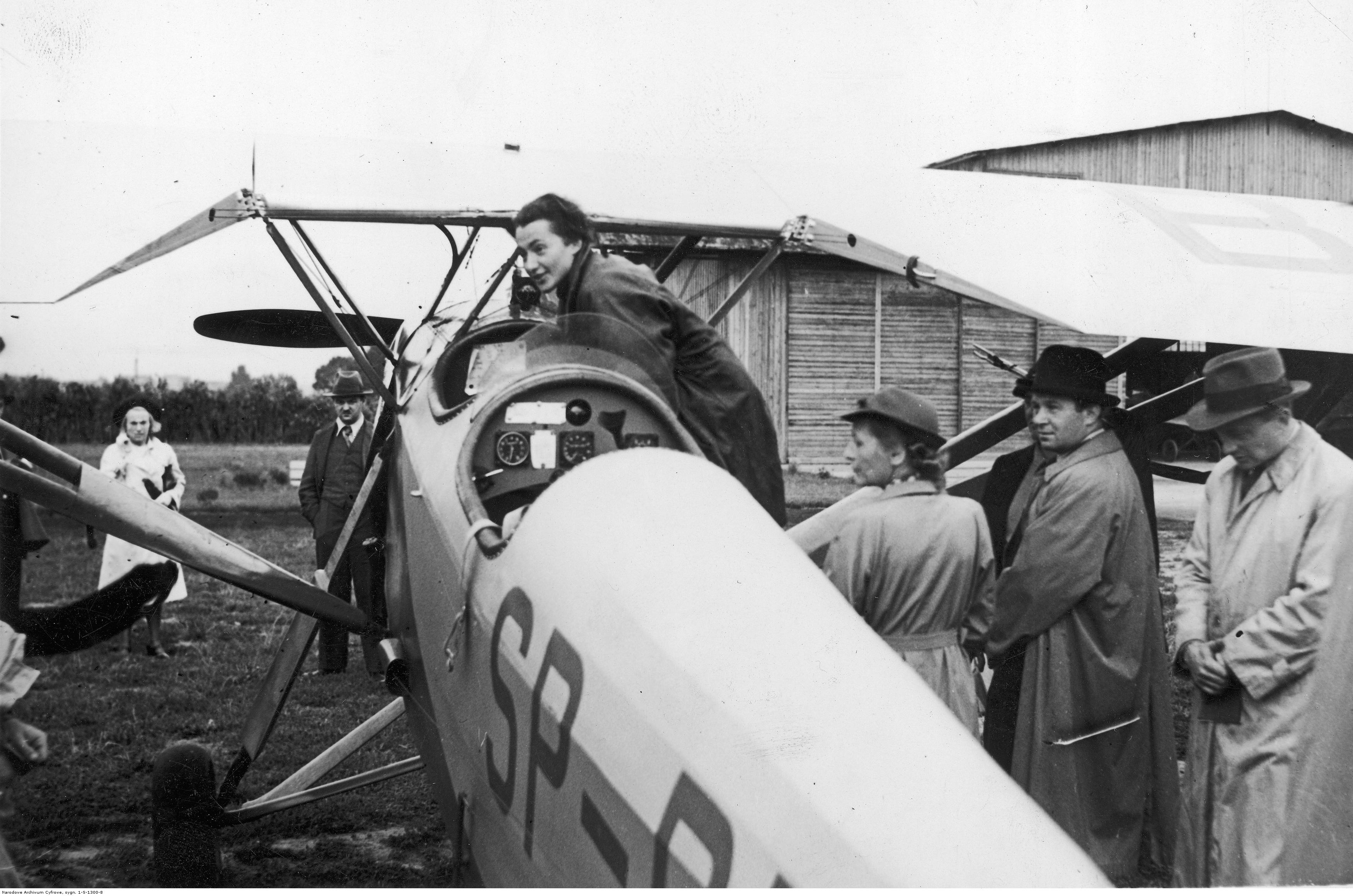
Stefania Wojtulanis wysiada z samolotu RWD-8 po przylocie na krajowe zawody lotnicze 1938 na Lotnisku Mokotowskim

Od młodości interesowała się lotnictwem. Działała w przysposobieniu obronnym kobiet i Kole Młodzieży Aeroklubu Warszawskiego. Była jedną z pierwszych kobiet w Polsce, która uzyskała licencje pilota balonowego i samolotowego. Studiowała na Wydziale Mechanicznym Politechniki Warszawskiej. W 1935 rozpoczęła szkolenie szybowcowe (w Miłośnie, Polichnie i Pińczowie), po czym ukończyła też kurs pilotażu. Następnie ukończyła kurs dla instruktorów spadochroniarstwa. Zajmowała się wszystkimi rodzajami sportów lotniczych, począwszy od wzięcia udziału w VIII Krajowych Zawodach Balonów Wolnych o Puchar im. płk. Aleksandra Wańkowicza 17 maja 1936 w Toruniu jako pomocnik pilota inż. Franciszka Janika na balonie „Syrena” (IX miejsce). W 1937 jako pilot uczestniczyła w zawodach lotniczych o Puchar „Skrzydlatej Polski”. Wzięła też udział w spadochronowym skoku grupowym we Lwowie. W 1938 wzięła udział jako nawigator w VIII Krajowych Zawodach Lotniczych. 16 czerwca 1938 z okazji Krajowej Wystawy Lotniczej odbyły się we Lwowie I Lwowskie Zawody Balonowe. Startująca w nich załoga kobieca Stefania Wojtulanis i Zofia Szczecińska zajęła IV miejsce, pokonując dystans 189 km i lądując w miejscowości Wygoda koło Zaleszczyk. 28 maja 1939 jako pilot balonowy uczestniczyła w XI Krajowych Zawodach Balonów Wolnych im. płk. Aleksandra Wańkowicza w Mościcach. W czerwcu tego roku ukończyła kurs akrobacji na samolotach RWD-10 i RWD-17, a swoje umiejętności zaprezentowała w lipcu na X Zlocie do Morza. Przed wojną w powietrzu spędziła łącznie 192 godziny 28 minut, pilotując samoloty szkolne i sportowe RWD, balony, szybowce i motoszybowiec „Bąk” (w sierpniu 1939).
Po wybuchu II wojny światowej Stefania Wojtulanis zgłosiła się ochotniczo z Aeroklubu do wykonywania lotów łącznikowych, po czym została zmobilizowana w składzie Eskadry Sztabowej Naczelnego Dowódcy Lotnictwa gen. Józefa Zająca, wykonując zadania łącznikowe na samolocie RWD-8. Po inwazji radzieckiej 17 września 1939, razem z polskim lotnictwem ewakuowała się do Rumunii. Do grudnia 1939 służyła tam jako kurier, podróżując po całym kraju i pomagając w ucieczkach i dostarczaniu pieniędzy i dokumentów internowanym polskim lotnikom, uciekającym do Francji. Następnie sama przedostała się do Francji, gdzie uzyskała awans na podporucznika i pracowała w sztabie lotnictwa. Po upadku Francji przedostała się do Wielkiej Brytanii. 1 stycznia 1941 powołano ją jako pierwszą cudzoziemkę (wraz z Anną Leską) do brytyjskiej Pomocniczej Służby Transportowej ATA (Air Transport Auxiliary), zajmującej się dostarczaniem samolotów z fabryk na lotniska poszczególnych jednostek oraz uszkodzonych maszyn do fabryk remontowych lub na złomowiska. Otrzymała numer służbowy RAF P-8523. Służba ta była uciążliwa, loty odbywały się bez łączności radiowej, map nawigacyjnych, często w złych warunkach pogodowych, a ponadto wymagała ona poznania pilotażu rozmaitych dostarczanych typów samolotów, łącznie z dwusilnikowymi bombowcami jak Vickers Wellington. Jako pierwsza Polka wylatała 1000 godzin na samolotach bojowych. Awansowała podczas wojny do stopnia porucznika pilota czasu wojny, a następnie do stopnia kapitana pilota czasu wojny. Poślubiła wówczas pułkownika lotnictwa Stanisława Karpińskiego.
Po wojnie, w listopadzie 1947 Stefania Wojtulanis-Karpińska została zdemobilizowana. W 1958 wraz z mężem osiedliła się w Los Angeles w Kalifornii w USA. Zajmowała się tam aktywnie działalnością społeczną, uczestniczyła w życiu organizacji polonijnych i kombatanckich. Była przewodniczącą Stowarzyszenia Lotników Polskich w Kalifornii „Skrzydła Pacyfiku” oraz członkiem innych organizacji, m.in. Women's Overseas League i Silver Wings Fraternity. Wspierała polskie placówki muzealne i kulturalno-oświatowe.
Była odznaczona Krzyżem Komandorskim (2003) i Krzyżem Kawalerskim Orderu Zasługi RP, Krzyżem Zasługi z Mieczami (za kampanię 1939), Srebrnym Krzyżem Zasługi, Krzyżem Czynu Bojowego Polskich Sił Zbrojnych Na Zachodzie, medalem „Za Udział w Wojnie Obronnej 1939”, czterokrotnie Medalem Lotniczym oraz brytyjskimi War Medal i Defence Medal. W 1997 została odznaczona Medalem Polonia Mater Nostra Est. W Międzynarodowym Lesie Przyjaźni (International Forest of Friendship) w Kansas uhonorowano ją granitową płytą z nazwiskiem i własnym drzewkiem, jako jedyną z polskich lotników.